# Isola della Peraiola
La Isola della Peraiola , également appelée Isola della Praiola, est un petit îlot rocheux du Canal de Corse, aux côtes hautes et découpées, situé au large de la partie côtière ouest de l'île de Capraia, face à la Punta del Trattoio.
L'îlot est situé dans les eaux du Canal de Corse, en mer Tyrrhénienne, et fait partie du Parc national de l'archipel toscan. En plus de l'escargot Milax nigricans (en), Tyrrheniellina josephi (en) vit aussi sur l'île ; parmi les plantes se manifestent, dans la garrigue, quelques spécimens du genêt endémique Calicotome villosa inermis (genêt épineux de Peraiola), également présent sur l'île de Topi près de l'île d'Elbe.

### Sources de traduction
- (it) Cet article est partiellement ou en totalité issu de l’article de Wikipédia en italien intitulé « Isola della Peraiola » (voir la liste des auteurs).